# Le Veau d'or (film)
Pour les articles homonymes, voir Veau d'or (homonymie).
Pour plus de détails, voir Fiche technique et Distribution.
Le Veau d'or (The Money-Changers) est un film américain réalisé par Jack Conway, sorti en 1920.

## Synopsis
Lucy Hegan, propriétaire d'un immeuble, est fiancée à Hugh Gordon, qui est à la tête d'une entreprise pharmaceutique, mais aussi, à l'insu de Lucy, d'un trafic de drogues et de traite des blanches dans le quartier chinois. En enquêtant sur ces trafics pour son journal, le journaliste Allan Martin rencontre Lucy et tombe amoureux d'elle. Dans son travail, Lucy s'est liée d'amitié avec un ancien escroc, Monk Mullen, et sa mère. Quand Monk apprend qu'elle va se marier avec Gordon, il fournit à Allan des preuves de l'implication de Gordon. Grâce à ces informations, Allan conduit un raid sur le quartier général de Gordon, et dans la bataille, ce dernier est tué.

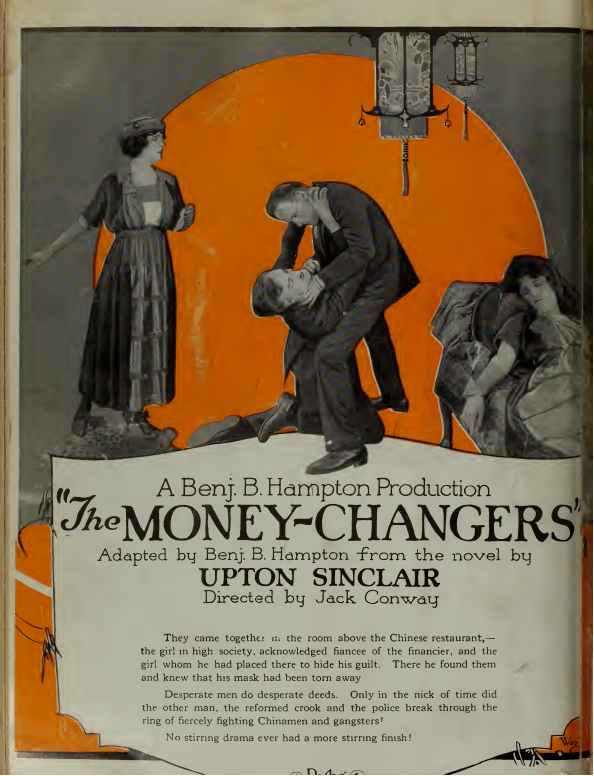
Publicité parue dans Film Daily

## Fiche technique
- Titre original : The Money-Changers
- Titre alternatif : The Money Changers
- Titre français : Le Veau d'or
- Réalisation : Jack Conway
- Scénario : William H. Clifford, d'après l'adaptation par Benjamin B. Hampton et Upton Sinclair du roman The Money Changers de Upton Sinclair
- Direction artistique : Homer I. Messick
- Photographie : Harry Vallejo
- Production : Benjamin B. Hampton
- Société de production : Benjamin B. Hampton Productions
- Société de distribution : Pathé Exchange
- Pays de production :  États-Unis
- Langue originale : anglais
- Format : noir et blanc — 35 mm — 1,37:1 — Film muet
- Genre : drame
- Durée : 6 bobines
- Dates de sortie : 
  - États-Unis : 31 octobre 1920
  - France : 11 mai 1923
- Licence : domaine public

## Distribution
- Robert McKim : Hugh Gordon
- Claire Adams : Lucy Hegan
- Roy Stewart : Allan Martin
- Audrey Chapman : Mary Holmes
- George Webb : Monk Mullen
- Betty Brice : Maggie O'Brien
- Edward Peil : Ling Choo Fang
- Harvey Clark : Chow Chin
- Harry Tennebrook : Chink Murphy
- Stanton Heck : George Conley
- Zack Williams : Wesley Shiloh Mainwaring
- George Hernandez : James Hegan
- Gertrude Claire : Mme Mullen
- Laddie Earle : Jimmy Mullen